# Baluarte de Montagu
El Baluarte de Montagu es un baluarte de Gibraltar.

## Historia

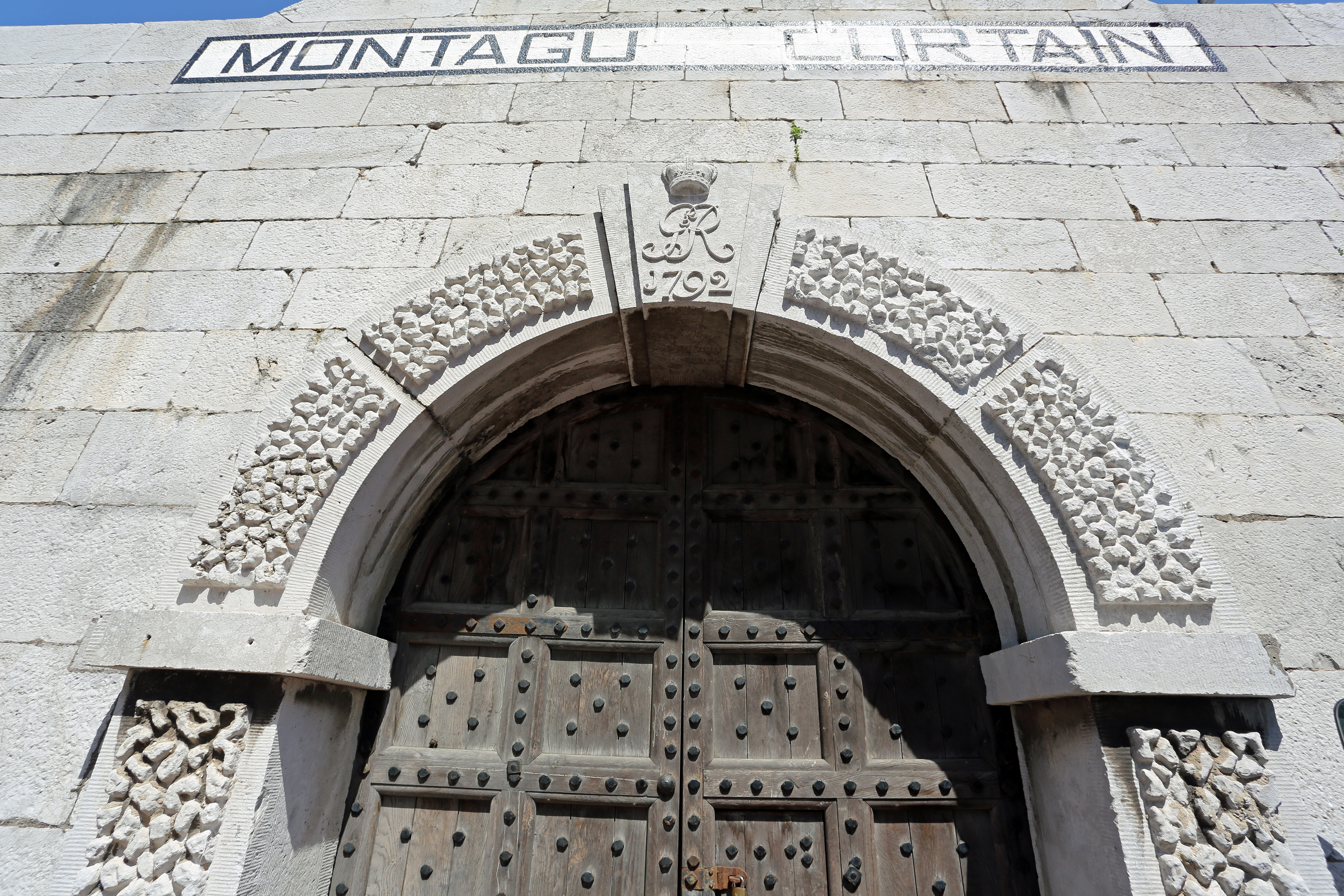
Puerta de 1792, Cortina de Montagu

Fue construido en 1730 sobre los restos de la Plataforma de San Andrés, fortificación española, fue ampliado en 1773 pasando a ser de planta pentagonal y en 1790, Sir William Green, lo amplió y le agregó una contraguardia, terminada en 1804 delante que se adaptaba a la forma del baluarte. Esta contraguardia había sido autorizado por el Duque de Richmond en 1787. para frenar al enemigo que tendría que capturar primero la contraguardia para tomar el baluarte y mientras lo intentaba el enemigo estaría bajo el fuego directo del baluarte. Más tarde se le añadió un rompeolas que disuadiría de ataques anfibios.
Una puerta fue abierta en la Cortina de Montagu en 1792. En 1859 el baluarte tenía 29 cañones, convirtiéndole en el baluarte con más potencia de fuego de Gibraltar, sin contar con los de la contraguardia y los seis de la Cortina de Montagu.
Tres cañones RML de 10 pulgadas de 18 toneladas con blindajes fueron instaladas en 1880 y retirados en 1907.
En 1931 el bastión tenía cuatro cañones QF de 3 pulgadas 20 cwt  instaladas y durante la  Segunda Guerra Mundial fue equipado con dos cañones QF 3.7 pulgadas AA.

## Hoy
Hoy el baluarte alberga un gimnasio y oficinas del Servicio de la Juventud de Gibraltar, que cuenta con cuatro clubes de jóvenes, de los cuales uno se reúne en él.
También alberga el Albergue de Emile, un albergue juvenil de 42 camas..
Actualmente los restos de los blindajes de los cañones RML de 10 pulgada de 18 toneladas siguen en su ubicación original.